# Columbus (Minnesota)
Columbus es una ciudad ubicada en el condado de Anoka en el estado estadounidense de Minnesota. En el Censo de 2010 tenía una población de 3914 habitantes y una densidad poblacional de 31,65 personas por km².

## Geografía
Columbus se encuentra ubicada en las coordenadas 45°15′21″N 93°6′46″O / 45.25583, -93.11278. Según la Oficina del Censo de los Estados Unidos, Columbus tiene una superficie total de 123.68 km², de la cual 116.33 km² corresponden a tierra firme y (5.94%) 7.35 km² es agua.

## Demografía
Según el censo de 2010, había 3914 personas residiendo en Columbus. La densidad de población era de 31,65 hab./km². De los 3914 habitantes, Columbus estaba compuesto por el 93.64% blancos, el 0.66% eran afroamericanos, el 0.64% eran amerindios, el 3.55% eran asiáticos, el 0.08% eran isleños del Pacífico, el 0.2% eran de otras razas y el 1.23% pertenecían a dos o más razas. Del total de la población el 1.64% eran hispanos o latinos de cualquier raza.